# Aeropuerto de Lourdes-de-Blanc-Sablon
El Aeropuerto de Lourdes-de-Blanc-Sablon (del inglés: Lourdes-de-Blanc-Sablon Airport) (IATA: YBX, OACI: CYBX) esa ubicado a 2 MN al norte de Blanc-Sablon, en la región administrativa del Côte-Nord, a la noreste de la provincia de Quebec, Canadá.

## Aerolíneas y destinos
- Provincial Air
  - Goose Bay / Base Aérea Goose Bay
  - Saint Anthony / Aeropuerto de Saint Anthony
  - San Juan / Aeropuerto Internacional de San Juan de Terranova